# Love Aamås Kjellsson
Love Aamås Kjellsson, född 1987, är en svensk musiker och kompositör från Österlen. Han är mest känd för folkmusik och folkpop men komponerar även musik till teater och cirkusföreställningar. Han framträder också live under cirkusuppträdanden, ofta genom musik- och cirkusgruppen ENT Management.
Kjellsson är mångsidig och spelar flera instrument. I bandet Väärt bidrog han med rytmer och ljud på synth. I Moaivi spelar han elgitarr, fiol, piano, dragspel, och synthar. I trion Hialøsa sjunger han på skånska och spelar oktavfiol.
Som kompositör till teatermusik har Kjellsson bland annat gjort musik till Titta Hamlet från Orionteatern och för Teater Tre. Som live-musiker för cirkusföreställningar har Kjellsson uppträtt i bland annat föreställningarna Plast, Knekke Greine och Nesa i Jorda, som satts upp i Europa, Kina och Kanada. I Knekke Greine kombinerar han musik och akrobatik genom att spela fiol uppe i träden som en del av ett vandringsäventyr.

## Diskografi

### MedHialøsa
- 2024 – Scanian Very Old Pop

### Med Barnet
- 2019 – Tänk på Döden

### MedVäärt
- 2014 – Det kommer ett skalv
- 2011 – Palla Orka
- 2010 – Sommarfågel

### Med Moaivi
- 2013 – Bränn Trummorna